# Artīān
Artīān (persiska: ارتیان) är en ort i Iran.   Den ligger i provinsen Khorasan, i den nordöstra delen av landet, 700 km öster om huvudstaden Teheran. Artīān ligger 512 meter över havet och antalet invånare är 408.
Terrängen runt Artīān är kuperad åt nordost, men åt sydväst är den platt. Terrängen runt Artīān sluttar österut. Runt Artīān är det ganska glesbefolkat, med 28 invånare per kvadratkilometer. Närmaste större samhälle är Chāpeshlū, 14,8 km söder om Artīān. Omgivningarna runt Artīān är i huvudsak ett öppet busklandskap.